# Haliszka
Haliszka – przysiółek wsi Ujazd w Polsce położony w województwie świętokrzyskim, w powiecie opatowskim, w gminie Iwaniska. Leży przy drodze wojewódzkiej nr  758. Miejscowość jest częścią składową sołectwa Ujazd.

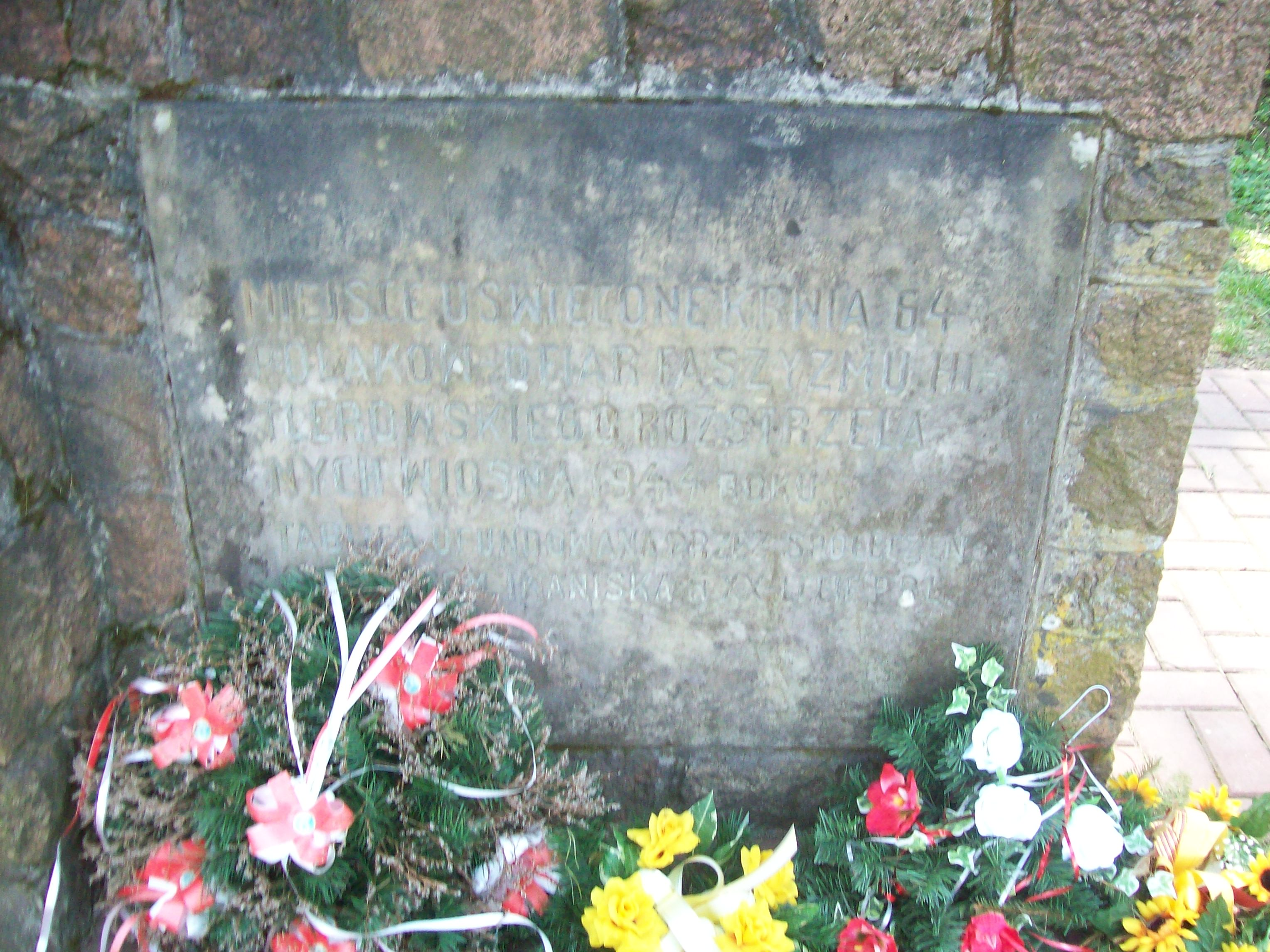
Tablica upamiętniająca rozstrzelanie 64 Polaków w lesie w Haliszce

W latach 1975–1998 miejscowość należała administracyjnie do województwa tarnobrzeskiego.